# 좋아하게 되는 그 순간을: 고백실행위원회
《좋아하게 되는 그 순간을: 고백실행위원회》(일본어: 好きになるその瞬間を. ~告白実行委員会~)는 2016년 공개된 일본의 애니메이션 멜로 로맨스 영화이다.